# Hervé Balland
Hervé Balland (ur. 7 stycznia 1964 r. w Champagnole) – francuski biegacz narciarski, srebrny medalista mistrzostw świata.

## Kariera
Jego olimpijskim debiutem były igrzyska w Albertville. Zajął piąte miejsce w biegu na 50 km techniką dowolną oraz ósme miejsce w sztafecie 4 × 10 km. Na igrzyskach olimpijskich w Lillehammer w 1994 roku był dziesiąty w sztafecie oraz nie ukończył biegu na 30 km stylem dowolnym. Cztery lata później, podczas igrzysk olimpijskich w Nagano zajął 14. miejsce na dystansie 50 km techniką dowolną oraz 13. miejsce w sztafecie.
W 1991 roku wystartował na mistrzostwach świata w Val di Fiemme zajmując 15. miejsce w biegu na 50 km stylem dowolnym. Swój największy sukces osiągnął na mistrzostwach świata w Falun w 1993 roku, gdzie wywalczył srebrny medal w biegu na 50 km techniką dowolną, wyprzedził go jedynie Torgny Mogren ze Szwecji. Na tym samym dystansie zajął 10. miejsce podczas mistrzostw świata w Thunder Bay. Wystąpił także na mistrzostwach świata w Trondheim w 1997 roku, gdzie jego najlepszym wynikiem było 15. miejsce na dystansie 30 km stylem dowolnym. Na kolejnych mistrzostwach świata już nie startował.
Najlepsze wyniki w Pucharze Świata uzyskał w sezonie 1992/1993, kiedy to zajął 23. miejsce w klasyfikacji generalnej. Tylko raz stanął na podium zawodów Pucharu Świata zajmując drugie miejsce. W 1998 roku zakończył karierę.
Jego brat Guy Balland również reprezentował Francję w biegach narciarskich.

## Osiągnięcia

### Igrzyska olimpijskie
| Miejsce | Dzień     | Rok  | Miejscowość | Konkurencja           | Czas biegu | Strata  | Zwycięzca       |
| ------- | --------- | ---- | ----------- | --------------------- | ---------- | ------- | --------------- |
| 8.      | 18 lutego | 1992 | Albertville | Sztafeta 4 × 10 km    | 1:39:26,0  | +5:25,1 | Norwegia        |
| 5.      | 22 lutego | 1992 | Albertville | 50 km stylem dowolnym | 27:36,0    | +3:36,2 | Vegard Ulvang   |
| DNF     | 14 lutego | 1994 | Lillehammer | 30 km stylem dowolnym | 1:12:26,4  | -       | Thomas Alsgaard |
| 10.     | 22 lutego | 1994 | Lillehammer | Sztafeta 4 × 10 km    | 1:41:15,0  | +7:10,1 | Włochy          |
| 13.     | 17 lutego | 1998 | Nagano      | Sztafeta 4 × 10 km    | 1:40:55,7  | +4:04,5 | Norwegia        |
| 14.     | 22 lutego | 1998 | Nagano      | 50 km stylem dowolnym | 2:05:08,2  | +6:47,7 | Bjørn Dæhlie    |

### Mistrzostwa świata
| Miejsce | Dzień     | Rok  | Miejscowość   | Konkurencja             | Czas biegu | Strata  | Zwycięzca           |
| ------- | --------- | ---- | ------------- | ----------------------- | ---------- | ------- | ------------------- |
| 15.     | 17 lutego | 1991 | Val di Fiemme | 50 km stylem dowolnym   | 2:03:31,6  | +5:11,8 | Torgny Mogren       |
| 10.     | 26 lutego | 1993 | Falun         | Sztafeta 4 × 10 km      | 1:44:14,9  | +5:16,1 | Norwegia            |
| 2.      | 28 lutego | 1993 | Falun         | 50 km stylem dowolnym   | 2:03:36,8  | +54,1   | Torgny Mogren       |
| 8.      | 17 marca  | 1995 | Thunder Bay   | Sztafeta 4 × 10 km      | 1:34:27,1  | +3:52,7 | Norwegia            |
| 10.     | 19 marca  | 1995 | Thunder Bay   | 50 km stylem dowolnym   | 1:56:36,0  | +3:57,1 | Silvio Fauner       |
| 15.     | 21 lutego | 1997 | Trondheim     | 30 km stylem dowolnym   | 1:06:28,2  | +2:23,0 | Aleksiej Prokurorow |
| 62.     | 24 lutego | 1997 | Trondheim     | 10 km stylem klasycznym | 23:41,8    | +2:52,8 | Bjørn Dæhlie        |
| 41.     | 25 lutego | 1997 | Trondheim     | 10+15 km pościgowy      | 1:00:11,1  | +5:28,2 | Bjørn Dæhlie        |

### Puchar Świata

#### Miejsca w klasyfikacji generalnej
- sezon 1989/1990: 43.
- sezon 1991/1992: 29.
- sezon 1992/1993: 23.
- sezon 1993/1994: 25.
- sezon 1994/1995: 37.
- sezon 1995/1996: 57.
- sezon 1996/1997: 64.

#### Miejsca na podium
| Nr | Dzień    | Rok  | Miejscowość | Konkurencja           | Czas biegu  | Pozycja | Strata  | Zwycięzca           |
| -- | -------- | ---- | ----------- | --------------------- | ----------- | ------- | ------- | ------------------- |
| 1. | 19 marca | 1994 | Thunder Bay | 50 km stylem dowolnym | 1:54:46.3 h | 2       | +26.7 s | Aleksiej Prokurorow |